# From Her to Eternity
From Her to Eternity – debiutancki album zespołu Nick Cave and the Bad Seeds, wydany w 1984 roku. Tytuł jest kalamburem nazwy książki, której oryginalny tytuł brzmi "From Here to Eternity" (po polsku: Stąd do wieczności).

## Utwory
1. "Avalanche" – 5:13
2. "Cabin Fever!" – 6:12
3. "Well of Misery" – 5:25
4. "From Her to Eternity" – 5:33
5. "In the Ghetto" – 4:06
6. "The Moon Is in the Gutter" – 2:36
7. "Saint Huck" – 7:22
8. "Wings off Flies" – 4:06
9. "A Box for Black Paul" – 9:42
10. "From Her to Eternity" (wersja z 1987 roku) – 4:35

## Twórcy
- Nick Cave – śpiew, teksty, organy Hammonda, harmonijka ustna
- Hugo Race – gitara, śpiew
- Anita Lane – teksty
- Blixa Bargeld – gitara, śpiew
- Barry Adamson – gitara basowa, śpiew
- Mick Harvey – perkusja, śpiew, pianino, wibrafon